# Tsugaru, Aomori
Tsugaru (つがる市 Tsugaru-shi) là một thành phố thuộc tỉnh Aomori, Nhật Bản.